# Кордемучаш
Кордемучаш (мар. Кӧрдымучаш) — деревня в Советском районе Республики Марий Эл. Входит в состав Вятского сельского поселения.

## География
Находится в центральной части республики Марий Эл на расстоянии приблизительно 14 км по прямой на север от районного центра посёлка Советский.

## История
Деревня была образована примерно в 1780 году. В 1905 году деревне было 63 дома, жили 415 человек. В советское время работали колхозы «У илем», «Броненосец Потёмкин», позднее ЗАО «Советское молоко».

## Население
Население составляло 85 человек (99 % мари) в 2002 году, 108 в 2010.